# GEORGIA presents ジョー&デッキーの上出来 one minute show!
『GEORGIA presents ジョー&デッキーの上出来 one minute show!』（ジョージアプレゼンツ ジョーアンドデッキーのじょうできワンミニッツショー）は2009年4月1日から9月30日までJFN系列で放送されていたミニ番組。日本コカ・コーラの缶コーヒーブランド「ジョージア」の一社提供。

## 番組概要
- 放送時間は月曜日から金曜日7:27からの1分間で、TOKYO FMの『クロノス』内で放送されている。
- 番組の内容は男性のジョーと女性のデッキーが上出来エピソードを1つ紹介して、トークや話題を展開する。また、エピソードに関連した「今日の教訓」を毎回紹介している。
- 番組放送中はジョージアのCMソングである「笑顔のまんま」（BEGIN with アホナスターズ）がBGMとして流れた。

## 放送時間
- JFN系列38局フルネット - 月曜日～金曜日7:27～7:28（JST）

## 補足
- 当日放送された内容は放送後、番組ホームページで見ることが出来る他に、Windows Media Playerでストリーミング視聴が出来る。
- 番組終了後はジングルが挿入される放送局とそのままローカルCMが放送される放送局に分かれる。